# Konstantyn Laskarys

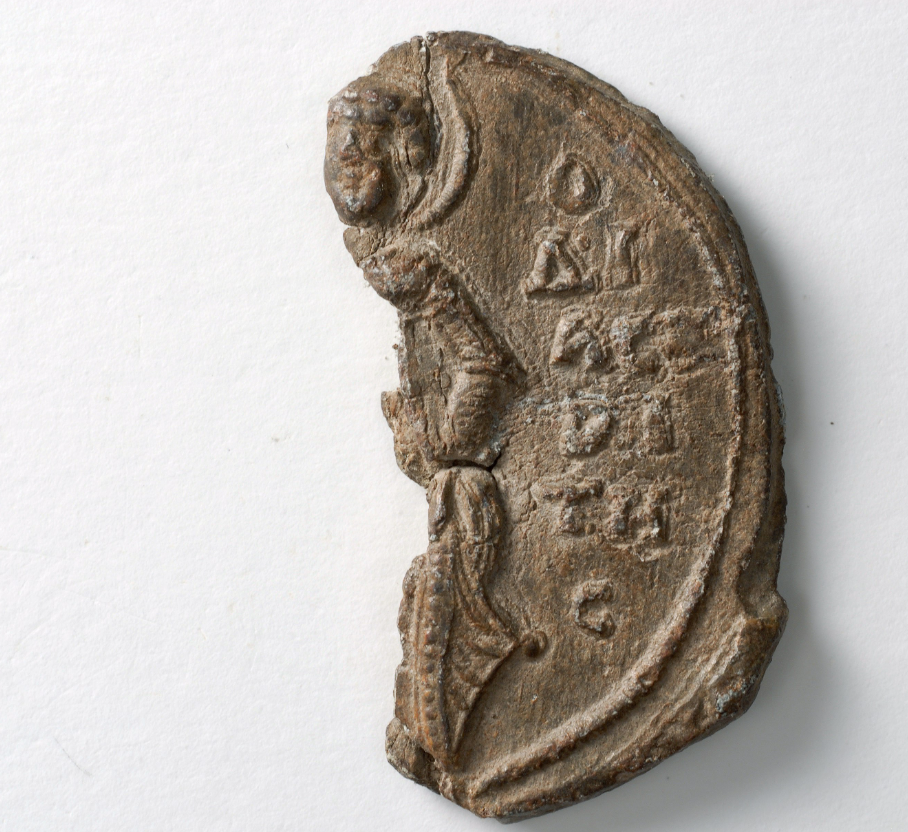
Moneta przedstawiająca Konstantyna

Konstantyn Laskarys (ur. ok. 1170) – cesarz bizantyjski w 1204.
Był bratem Teodora Laskarysa. 12 kwietnia 1204 krzyżowcy wdarli się do Konstantynopola. W nocy z 12 na 13 kwietnia arystokraci bizantyjscy zebrani w kościele Hagia Sofia wybrali na cesarza jednego z braci Laskarysów, zapewne Konstantyna, który jednak z uwagi na brak możliwości obrony stolicy zwrócił insygnia patriarsze Janowi Kamaterosowi i uciekł z miasta. Następnie dowodził wojskami swojego brata Teodora. 19 marca 1205 poniósł klęskę pod Adramittą.